# گئورگی زایتسکی
گئورگی زایتسکی (انگلیسی: Georgi Zažitski؛ زادهٔ ۵ فوریهٔ ۱۹۴۶) ورزشکار شمشیربازی اهل اتحاد جماهیر شوروی سوسیالیستی است.
وی در مسابقات کشوری و بین‌المللی در مجموع برندهٔ ۱ مدال برنز شده‌است.